# Witzig (Name)
Witzig ist ein deutscher Familienname.

## Etymologie
Laut Herkunftswörterbuch hat witzig die Bedeutung von klug, verständig, umsichtig, kundig. Das Wort stammt vom mittelhochdeutschen witzec und dem althochdeutschen wizzig (verständig, klug).
Die Grundbedeutung hat also mit Wissen und Klugheit zu tun. Im Mittelalter wurde in Vergleichen witzig als Gegenteil von dumm gebraucht. (Vergleiche auch die Gegenüberstellung von witzig und einfältig in der Bibelübersetzung von Zwingli: seit witzig als die Schlangen und einfältig als die Tauben. (Seid klug wie die Schlangen und einfältig wie die Taube. Matthäusevangelium 10,16) (aus: Grimm, Deutsches Wörterbuch, Bd. 14,2; 1960))
Das heutige Verständnis von Scherz und Humor ist erst seit dem 18. Jahrhundert geläufig. 
Der Familienname Witzig(mann) scheint ein Beiname (Übername) gewesen zu sein. Die Nachnamen bezeichneten oft einen Beruf oder eine andere Eigenschaft. 
Urkundlich bezeugt sind Heinrich der Witzig, 1352 Bürger von Rottweil, das bedeutet, dass dieser Heinrich auf einem Gebiet ein besonders Kundiger oder Wissender war. Die erste urkundliche Erwähnung des Namens stammt aus dem Jahre 1170. Ein Theodericus Wizico war Bürger von Köln.

## Namensträger
- Christian Witzig (* 2001), Schweizer Fußballspieler
- Hans Witzig (1889–1973), Schweizer Kunsthistoriker, Plastiker, Illustrator, Grafiker und Autor.
- Heidi Witzig (* 1944), Schweizer Historikerin
- Louise Witzig (1901–1969), Schweizer Fotografin, Trachten-, Volkstanz- und Brauchtumsforscherin
- Rudolf Witzig (1916–2001), deutscher Luftlandepionieroffizier der Wehrmacht
- Ueli Witzig (* 1946), Schweizer Designer

## Verbreitung
- Schweiz (und Liechtenstein): 253 Telefonbucheinträge zum Namen Witzig und damit ca. 674 Personen mit diesem Namen.
- Deutschland: 247 Telefonbucheinträge zum Namen Witzig und damit ca. 658 Personen mit diesem Namen.
- Österreich: 2 Telefonbucheinträge zum Namen Witzig und damit ca. 5 Personen mit diesem Namen.